# 蝉丸神社
蝉丸神社（せみまるじんじゃ）は、滋賀県大津市にある神社である。近くの関蝉丸神社と併せて蝉丸神社と総称される場合もある。
蝉丸神社には神職はおらず、三尾神社の神職が蝉丸神社の宮司を務めている。蝉丸神社の御朱印は三尾神社の社務所にて授与される。

百人一首（第十首）「これやこの　行くも帰るも別れては　知るも知らぬも　逢坂の関」

## 御祭神
蝉丸大神と猿田彦命、豊玉姫命を祀る。
蝉丸大神は音曲を始めとする諸芸道の祖神、猿田彦命は街道の守護神として信仰される。

## 御利益
音曲上達、交通安全、方位除け、土地開発、災除、商売繁盛、病気平癒ほか

## 歴史
社伝によれば創祀は天慶9年（946年）の頃、延喜帝第六十代醍醐天皇（901年～922年）の第四皇子蟬丸を主神として、万治元年（1654年）東海道逢坂の街道を守護し災害を防ぐ神、猿田彦命、豊玉姫命を合祀しています。謡曲や平家物語でお馴染みの蟬丸は「流泉」「啄木」なる琵琶の祖神として博く崇敬され、平安時代には音曲芸道に携わる芸人達が当蝉丸宮により免許を受け興行したものです。
現在の社殿は、萬治３年（1660年）に建立されました。また、本殿傍の小宮社は、往古一里塚町（現・大谷町）に鎮座されていた皇大神宮が、明治11年の国鉄線路敷設に伴い遍宮されたものである。
毎年、1月3日曜日にお札焼き（どんど焼き）、3月第4日曜日に春祭・勧学祭、5月第3日曜日に例大祭（子供神輿巡行）、11月第4日曜日に秋祭（新嘗祭）・人形大祓　が恒例の行事として執り行われています。なかでも、例大祭時に各町内を巡行する子供用神輿は、京都国立博物館に展示されていたのを、昭和12年（1937年）に町内有志の方々が、次代を担う子供たちの為に入手したものです。【蝉丸神社氏子会所有の資料より抜粋】